# PA-406
A  PA-406 é uma rodovia brasileira do estado do Pará. Essa estrada intercepta a BR-316 tanto em seu limite oeste, quanto no limite leste; também intercepta na altura do km 2,5 a rodovia Engenheiro Augusto Meira Filho.
Está localizada na região Região Metropolitana de Belém, atendendo unicamente ao município de Benevides. 